# مرض ثقب النار

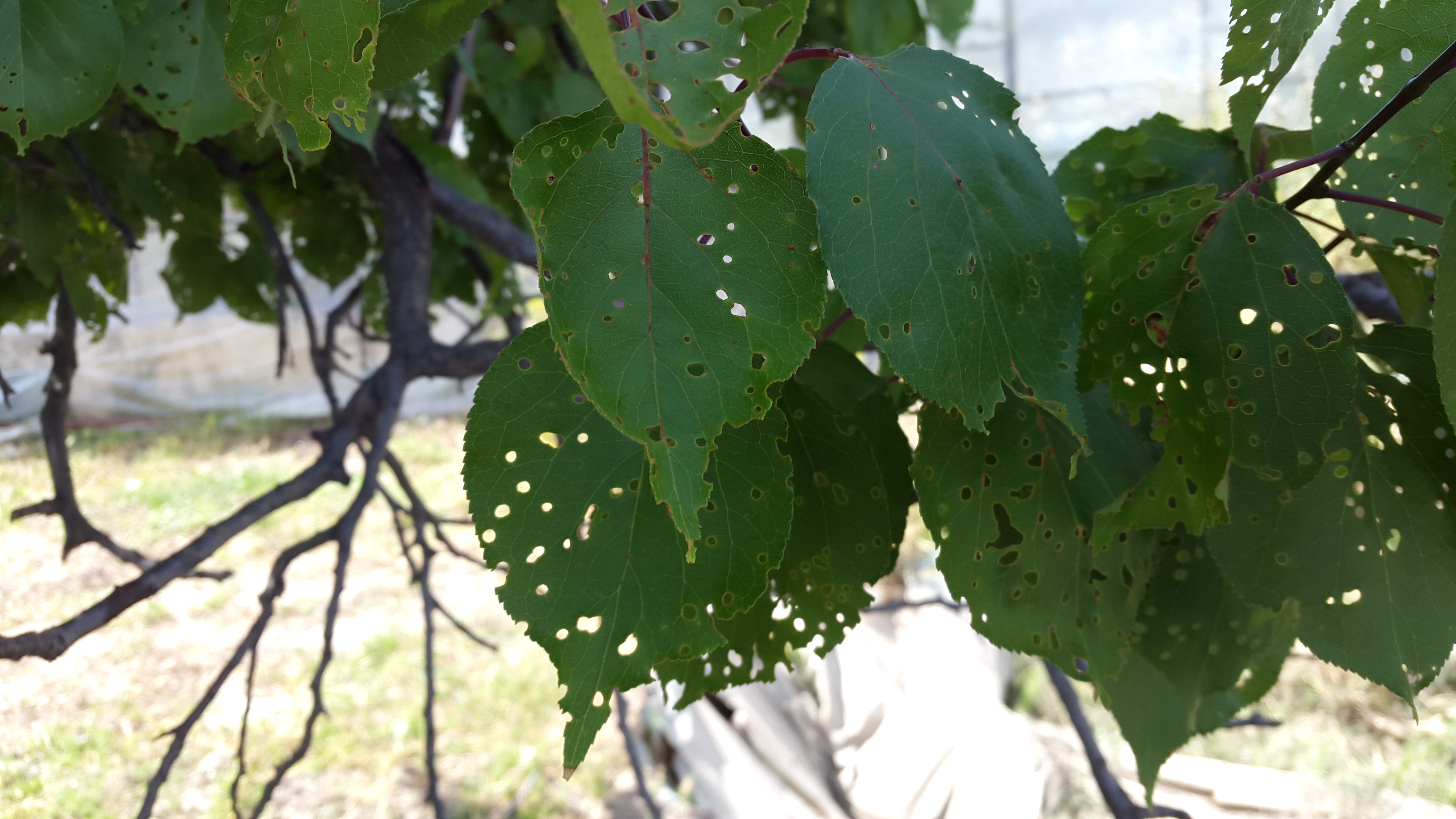
صور من مرض الثقب الناري في الأشجار

مرض الثقب الناري، (المعروف أيضًا باسم اللفحة الهوائية ولفحة كورينيوم)، هو مرض فطري يسبب ثقوبا في الأوراق،وهو من أكثر الأمراض شيوعًا في أشجار اللوز وأشجار الفاكهة بشكلٍ عام.

## مسببات ثقب النار
مرض فطري ينتشر في الظروف الرطبة،حيث تكون الفطريات مختبئة في البراعم خلال فصل الشتاء، وتنتشر مع بدايات فصل الربيع.

## أعراض ثقب النار
ظهور بقع أو آفات حمراء أو بنية اللون على البراعم الجديدة، ومع مرور الوقت تكبر البقع ويُصبح لونها بني، وتتساقط الأوراق والبراعم، وينخفض إنتاج الثمار.

## طرق العلاج
إزالة جميع البراعم، والأزهار، والثمار، والأغصان المصابة، وحرقها لتجنب انتشار المرض أو عودته للشجرة، وتجنب الري العلوي، ورش مبيدات فطرية بالنحاس في أواخر فصل الخريف.